# 맷 카베노프
맷 캐버나(Matt Cavenaugh, 영어 발음: /ˈkævənɑː/, 1978년 5월 31일 ~ )는 미국의 배우이다.
존즈버러에서 태어났다.

## 출연 작품
- 뉴 브루클린 (2009년)
- 성적 종속 (2003년)

### 텔레비전
- 원 라이프 투 리브 (2005)
- 애즈 더 월드 턴즈 (2006-07)